# Robert Sutton de Clonard
Pour les articles homonymes, voir Robert Sutton.
Robert Sutton de Clonard est un navigateur irlandais né le 11 août 1751 à Wexford (Irlande) et mort en 1788 à Vanikoro.
Il fut membre de l'expédition de Lapérouse (1er août 1785-1788).

## Biographie
Robert Sutton de Clonard est le fils de Thomas Sutton de Clonard, syndic de la Compagnie des Indes, et de Phyllis Masterson de Castletown. Les Clonard ont des liens avec les milieux coloniaux de l'Inde : son père y fit plusieurs campagnes commerciales.
Ses frères seront ses seuls héritiers. Sa famille compte plusieurs marins, par exemple son oncle, le lieutenant de vaisseau Thomas de Clonard, son jeune frère garde de la marine, mort au combat en 1779 sur le Languedoc.
Il sert d'abord dès 1768 sur des vaisseaux de la Compagnie des Indes, le Laverdy et le Duc-de-Praslin.
En 1774, tandis que Lapérouse, à bord de la Seine, défend Mahé assiégée, Clonard commande un petit bâtiment pourvu d'un seul canon et court attaquer les retranchements ennemis « à portée de mousquet » ; dans l'action, il est légèrement blessé.
Le 16 mars 1775, toujours en Inde, il défend avec succès un petit fort que Repentigny, commandant à Mahé, lui a confié. Au roi, qui lui accorde pour sa conduite en Inde une pension de 300 livres sur le Trésor royal, il demande qu'on substitue à cette récompense la croix de Saint Louis, car, dit-il, il est « plus sensible à l'honneur qu'aux grâces pécuniaires ».
Lieutenant de vaisseau sur le Glorieux, commandé par le vicomte d'Escars, lors de la Guerre d'indépendance américaine, il participe à la prise de Tabago (30 mai 1781). Le 12 septembre 1781, il passe au commandement de La Diligente, sur l'ordre du comte de Grasse.
En 1782, au cours du naufrage de La Diligente, il montre « prudence, […] courage et […] fermeté »[réf. nécessaire]. Pendant les sept années suivantes, il assume les fonctions de premier lieutenant chargé du détail, ses campagnes sont de toutes sortes, depuis les croisières de routine, comme l'achat et le transport de bois de Riga, jusqu'au service en guerre, dans l'Inde et en Amérique. Il est noté comme ayant « des connaissances de la navigation et de ce qu'il doit remplir »[réf. nécessaire]. Il reçoit la médaille de la Société des Cincinnati en 1783.
En 1785, il a servi dans huit campagnes complètes, dont trois comme commandant en chef. Il est alors désigné assurer l'armement et l'arrimage de la Boussole jusqu'à l'arrivée de La Pérouse à Brest. Dès le 29 avril, il est affecté au bâtiment commandé par La Pérouse comme commandant en second de la Boussole, puis, le 25 février 1788, est nommé commandant de l'Astrolabe après la mort de Paul Fleuriot de Langle. Après une longue exploration du Pacifique, il disparaît en 1788 à Vanikoro dans un naufrage avec tous les membres de l'expédition.

## Famille
- Thomas Sutton comte de Clonard (1700-1776), seigneur de Lugo, directeur et syndic de la compagnie des Indes orientales ayant obtenu en 1768 la concession des mines de Guadalcanal[3], marié en 1744 avec Phyllis Masterson de Castletown[4] ;
  - Mary Frances Sutton de Clonard (née en 1744)
  - Phillis Sutton de Clonard (née en 1745) mariée à Jean Howard O'Kian
  - Françoise Frances Sutton de Clonard (1747-1798) mariée le 8 avril 1771 avec Jean Ambroise Bugeaud (1730-1803), marquis de La Ribeyrolle, seigneur de La Piconnerie ;
    - Thomas Robert Bugeaud (1784-1849), marquis de La Piconnerie, duc d'Isly, maréchal de France

  - Edward Sutton de Clonard (né en 1748)
  - Tomasina Mary Sutton de Clonard (née en 1749), mariée en 1771 avec Andrew French
  - Jean Sutton comte de Clonard (1750-1833), mestre de camp du régiment de Walsh,  marié à Françoise Anastase Preux
    - Jean Édouard Sutton de Clonard (né en 1789) marié en 1826 avec Marie-Jeanne-Adélaîde Ricord

  - Robert Sutton de Clonard (1751-1788)
  - Richard Edward Sutton comte de Clonard (1754-1834) marié à Mary Anastasia Crosby
    - Jean Jacques Alfred Sutton comte de Clonard (1806-1840) marié à Elizabeth Thierney,
      - Isabelle Sutton de Clonard mariée avec Elie Le Saige de Landécot vicomte de la Villebrune,

    - Charles Robert Sutton comte de Clonard (1807-1870), dans l'état-major de son cousin Thomas Robert Bugeaud, marié en 1849 avec Sophie Ursule L'Espagnol de Grimby (1815-1893),
    - Anne Elise ou Anastasie Élizabeth Sutton de Clonard mariée à Paris en 1833 avec William Arnold Mac Guckin (1801-1878), baron de Slane, membre de l'Académie des inscriptions et Belles-lettres en 1862[5]
    - Marie Tomassina Sutton de Clonard (1815-1875) mariée en 1837 avec Robert Francis Mac Leod (1805-1873)
    - Louis Henri Sutton de Clonard (né en 1816),

  - Eleanor Sutton de Clonard (1755-1822), mariée en 1777 avec Daniel Mac Carthy (1749-1795), président du tribunal de commerce de Bordeaux. Elle a fondé la congrégation du Bon Pasteur de la Visitation à Caudéran en 1828
    - Jean Mac Carthy (1781-1858) marié en 1816 avec Françoise Georgette Lawton (1797-1828),
    - Eugène Mac Carthy (1786-1870) marié en 1824 avec Erina Delplat
    - Daniel Robert Mac Carthy (1787-1849), célibataire,
    - Félicité Mac Carthy, célibataire,
    - Hélène Eléonore Mac Carthy (1788-1859) mariée à Jean Claude Arnoux (1778-1834), premier adjoint au maire de Bordeaux

  - Thomas Charles Sutton de Clonard (1757-1778), garde de la marine sur le Languedoc, tué à la bataille de Sainte-Lucie le 15 décembre 1788[6].
  - Sara Sutton de Clonard (née en 1759).